# Sam Ormerod
Sam Ormerod (né en 1848 à Accrington, Lancashire, mort en 1906) est un footballeur, arbitre et entraîneur anglais.

## Biographie
Durant les premières années du football professionnel Ormerod était une personne influente dans sa ville natale, d'abord en tant que joueur puis en tant que membre fondateur du Accrington FC, qui plus tard deviendra une des équipes fondatrices de la Football League. En 1883 il était arbitre. Lors d'un match de Bolton Wanderers en novembre 1883, il est chassé par un groupe de footballeur puis attaqué à la gare, un événement qui amena la Fédération anglaise à menacer Bolton d'expulsion.
En 1895, Ormerod est nommé entraîneur de Manchester City, succédant à Joshua Parlby. Durant sa première saison en charge, le club a fini à la deuxième place de la Second Division, qualifiant ainsi le club pour le Test Matches, l'équivalent des barrages aujourd'hui. Le club n'a gagné qu'un seul de ses quatre Test matchs, et donc échoua à obtenir la promotion. La saison suivante a été moins bonne, le club finissant cette fois à la sixième place.
Durant le temps d'Ormerod à City, le style de jeu de l'équipe combinait défense physique et une attaque en fer de lance avec Billie Gillespie et Billy Meredith. Ormerod a fait venir lui-même Gillespie depuis Lincoln City en 1897. Le club finira troisième en 1898 avant de gagner la Second Division en 1899, et donc de se promouvoir en Premier Division pour la première fois.
Les débuts de City au plus haut niveau anglais ont été confortable, le club terminant sa première saison au milieu du tableau. Ce succès vaudra à Ormerod le surnom de « The Wizard of Longsight ». Malgré cela, le club finira sa deuxième saison au fond du classement de la saison 1901-1902 et fut relégué. Ceci ajouté à une dette de 1 000 £, Ormerod quitte son poste en juillet 1902. Après être parti de City, il devient entraîneur de Stockport County. En 1904, son ancien club l'invite à assister à la finale de la FA Cup comme remerciement pour son travail. Il entraînera plus tard Clapton Orient. Il décède en 1906 peu après avoir quitté Clapton.